# Andwil
Andwil es una comuna suiza del cantón de San Galo, ubicada en el distrito de San Galo. Limita al norte y este con la comuna de Waldkirch, al sureste con Gaiserwald, y al occidente con Gossau.